# Tochihuitzin Coyolchiuhqui
Tochihuitzin Coyolchiuhqui war ein aztekischer Dichter und Philosoph. Laut des mexikanischen Anthropologen und Historikers Miguel León-Portilla war er der Sohn des Herrschers Itzcóatl und wurde in Tenochtitlán geboren. Er lebte vom Ende des 14. bis zur Mitte des 15. Jahrhunderts. In seiner Jugend soll er stark von Nezahualcóyotl beeinflusst worden sein.
Eines seiner Gedichte, das er um das Jahr 1419 verfasste, lautet:
Wir sind nur gekommen,
ein Traumbild zu sehen, wir sind
nur gekommen zu träumen, nicht wirklich,
nicht wirklich sind wir gekommen,
auf der Erde zu leben.